# アルブレヒト1世 (ドイツ王)

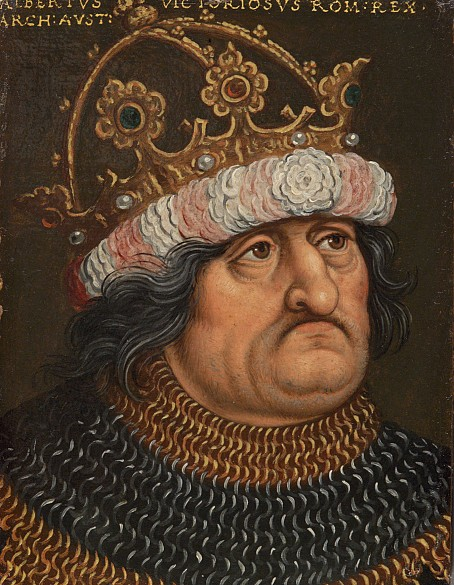
アルブレヒト1世（16世紀）

アルブレヒト1世（ドイツ語: Albrecht I.、1255年7月 - 1308年5月1日）は神聖ローマ帝国のローマ王（ドイツ王、 在位：1298年 - 1308年）。ルドルフ1世から続く3代目の非世襲ローマ王だが、正式な皇帝として戴冠するためのイタリア出兵は実施していない。ハプスブルク家出身の神聖ローマ帝国君主で、ルドルフ1世とゲルトルートの長子。優れた政治手腕と厳格冷徹な人柄で知られハプルブルク家の勢力を拡大したが、選帝侯たちから恐れられたことで王位世襲はかえって遠のいた。神聖ローマ皇帝フリードリヒ3世は玄孫、神聖ローマ皇帝マクシミリアン1世は来孫、神聖ローマ皇帝カール5世と神聖ローマ皇帝フェルディナント1世は仍孫である。

## 生涯

### ルドルフ1世存命中
ルドルフ1世は1278年にボヘミア王オタカル2世を破った後、オタカルが支配していたオーストリアをハプスブルクの支配下に収めようと試み、1281年にアルブレヒトをオーストリアの領邦摂政に任命した。オーストリアの貴族たちはアルブレヒトの強圧的な政策に恐怖を抱き、ルドルフは現地の上級領邦貴族（ラントヘル）にアルブレヒトの補佐を任せた。1282年12月25日にアルブレヒトと弟のルドルフがオーストリア、シュタイアーマルク、クラインの共同統治者に定められた。翌1283年に結ばれたラインフェルデンの契約でアルブレヒトが単独のオーストリアの統治者とされ、オーストリア公位を退いたルドルフと彼の後継者には代償として金銭もしくは土地が支払われることが決められる。
アルブレヒトと家臣団はオーストリアに強圧的な統治を敷き、現地の人間の怨嗟の的になっていた。ウィーン市民と貴族の団結を防ぐため、市民と貧困層の対立を利用した。ウィーンの抵抗を抑えたアルブレヒトは、市から帝国直属資格を剥奪した。エンス渓谷の所有権と諸権利を巡ってザルツブルク大司教と争い、1290年にルドルフ1世の調停によって自身に有利な条約が結ばれた。同年にハンガリー王ラースロー4世が暗殺され、ハンガリー王位が空位になると、ルドルフはハンガリー王位をアルブレヒトに与えると宣言した。

### ローマ王即位

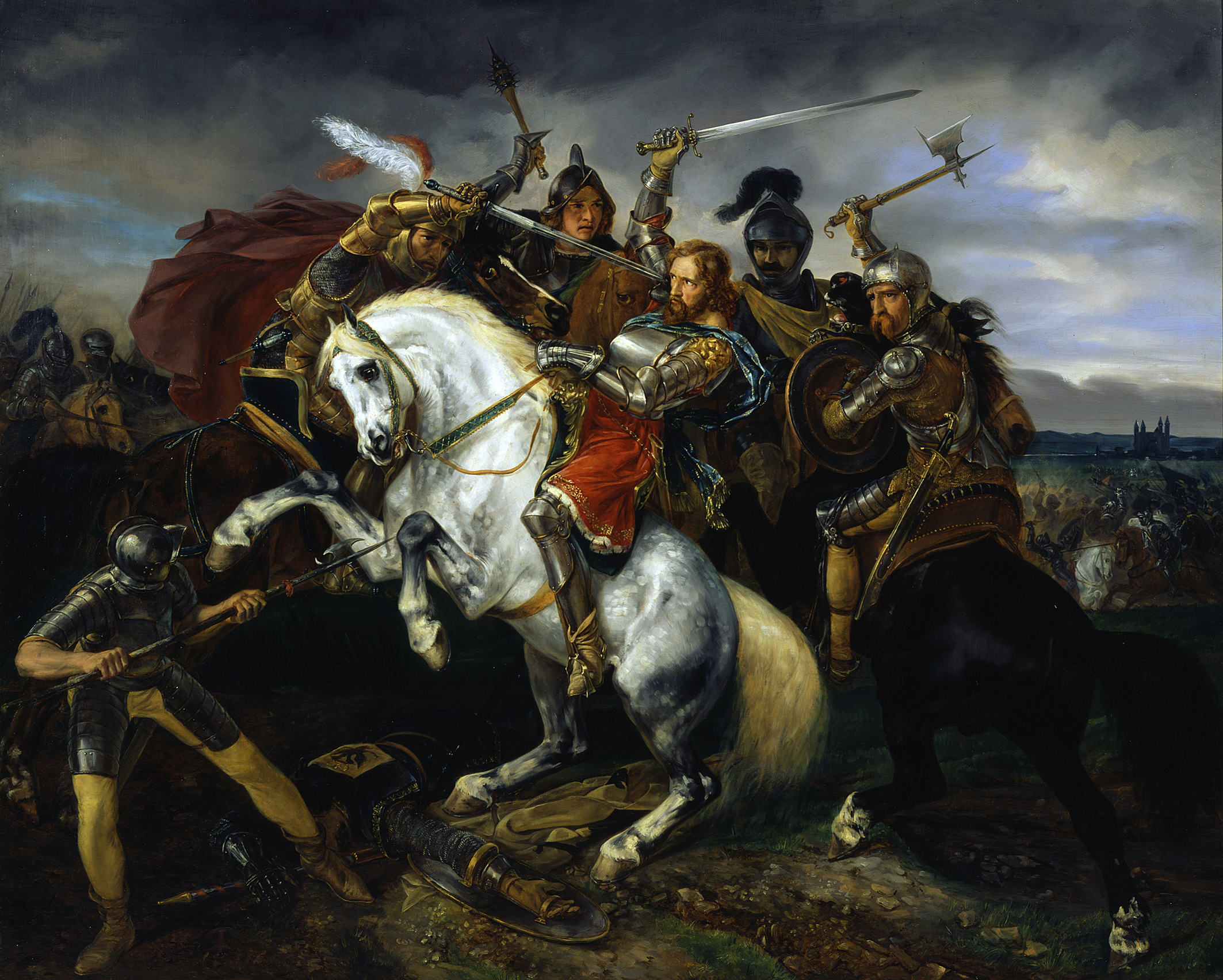
ゲルハイムの戦いでアドルフを討ち取ったアルブレヒト1世と従者たち（1829年、Simon Meister作）

1291年7月15日にルドルフ1世が没すると、アルブレヒトを取り巻く情勢は目まぐるしく変化する。
スイスの都市はアルブレヒトを脅威に感じ、1291年8月1日にウーリ、シュヴィーツ、ウンターヴァルデン（ニトヴァルデン）の代表者がリュートリで会合し、盟約者同盟（永久同盟）を結んだ。
スイス東部でベルン、ムルテン、パイエルヌが連合し、西ではラウフェンブルク・ハプスブルク家出身のコンスタンツ司教コンラートを中心としてチューリヒ、ルツェルンが同盟を結んだ。東西の連合は連携を取り合ってアルブレヒトに反抗し、1291年12月25日にハプスブルク本家の拠点であるザールネン城を破壊した。
ローマ教皇ニコラウス4世の承認を得た周辺の勢力は反ハプスブルク同盟を結成し、ハンガリー、ボヘミア、ニーダーバイエルン、サヴォイア伯国、聖界諸侯、盟約者同盟が参加した。ハンガリーではラースロー4世の従兄弟にあたるアンドラーシュ3世が国王に擁立され、アンドラーシュ3世はザルツブルク大司教コンラートと同盟してオーストリアに進軍し、ハプスブルク軍に勝利を収めた。
アルブレヒトを恐れた選帝侯たちは、弱小のナッサウ家のアドルフを新たなローマ王に選出し、アルブレヒトへのローマ王位継承は成らなかった。アルブレヒトはアドルフのローマ王選出を認めたが、ローマ王位への野心を捨ててはいなかった。
アドルフが選出された後、アルブレヒトはスイスと周辺の家領の経営に力を入れた。1292年4月13日、ヴィンタートゥール前面の戦いでハプスブルク軍はチューリヒ市民軍を破り、東西スイスの同盟は瓦解した。アルブレヒトは盟約者同盟に対しては直接的な圧力をかけずにオーストリアの安定を優先し、オーストリア、シュタイアーマルクで発生した反乱を鎮圧する。ハンガリー王位は断念し、ザルツブルク大司教には大幅な譲歩を示して講和した。アルブレヒトの義弟であるボヘミア王ヴァーツラフ2世は妻のグタ（ユッタ）に影響されて同盟を離脱し、アルブレヒトは危機を脱する。
一方、テューリンゲン、マイセンに干渉するアドルフに対して、選帝侯は反発を示した。ヴァーツラフ2世を中心とする選帝侯はアドルフの廃位を決定し、1298年5月23日にマインツでアルブレヒトを新たなローマ王に擁立した。1298年7月2日、ヴォルムス近郊のゲルハイムでアルブレヒトはアドルフと交戦した（ゲルハイムの戦い）。ゲルハイムの戦いにおいてアルブレヒトはアドルフからの一騎討ちの挑戦に応じ、彼を殺害したと伝えられる。
戦闘の後、アルブレヒトは諸侯に大幅な譲歩を示し、同年7月27日にフランクフルトで開催された国王選挙でローマ王に選出され、8月24日にアーヘンで戴冠式が行われた。

### 勢力の拡張
1298年にアルブレヒトはフランスと同盟、翌1299年にフランス王フィリップ4世とクァトルヴォー条約を締結した。条約により、アルブレヒトの長子ルドルフとフィリップ4世の妹ブランシュの結婚が取り決められ、マース川が二国間の境界と定められた。
諸侯に対しては特権の承認、ラント平和令の発布、領土の返還請求に応じた。他方、諸侯が両国を形成することを妨げようと、帝国内の都市に保護を与えて自治を促進した。ラインの選帝侯たちは同盟してアルブレヒトに対抗したが、アルブレヒトは都市からの助けを受けて彼らを打ち破る。
アドルフと同じく、アルブレヒトもテューリンゲンとマイセンの獲得を試み、諸侯から強い反対を受ける。勢力を拡大するアルブレヒトに対し、選帝侯たちは彼の息子によるローマ王位の世襲に反対した。1303年、アルブレヒトは教皇権への服従と、ローマ教皇の同意無しに息子たちへのローマ王位の継承を行わないことを誓約し、教皇ボニファティウス8世からローマ王位を認められる。
アルブレヒトはボヘミアにも勢力の拡張を試み、ヴァーツラフ2世にクトナー・ホラの銀山から上がる収益などを要求した。1304年に帝国とボヘミアの間で軍事衝突が起こり、ボヘミアに敗れたアルブレヒトは要求を撤回した。1306年にボヘミア王ヴァーツラフ3世が没してボヘミアの王統が断絶すると、アルブレヒトはボヘミアに侵攻する。ボヘミア王に擁立されたヴァーツラフ2世の娘婿であるケルンテン公ハインリヒを追放し、長子のルドルフを新たなボヘミア王に据えた。しかし、翌1307年にルドルフは急死し、チェコ内の反ハプスブルク派は再びハインリヒを擁立する。同年にルッカでの戦闘に敗れ、テューリンゲンへの介入は不成功に終わる。
盟約者同盟を構成するスイス森林州には特許状は発布しなかったものの、自治を黙認していた。だが、スイスではハプスブルクの支配に対する不安と独立の気運が高まり、フリードリヒ・フォン・シラーの戯曲などで知られる「ウィリアム・テル」伝説が生まれる。

### 最期

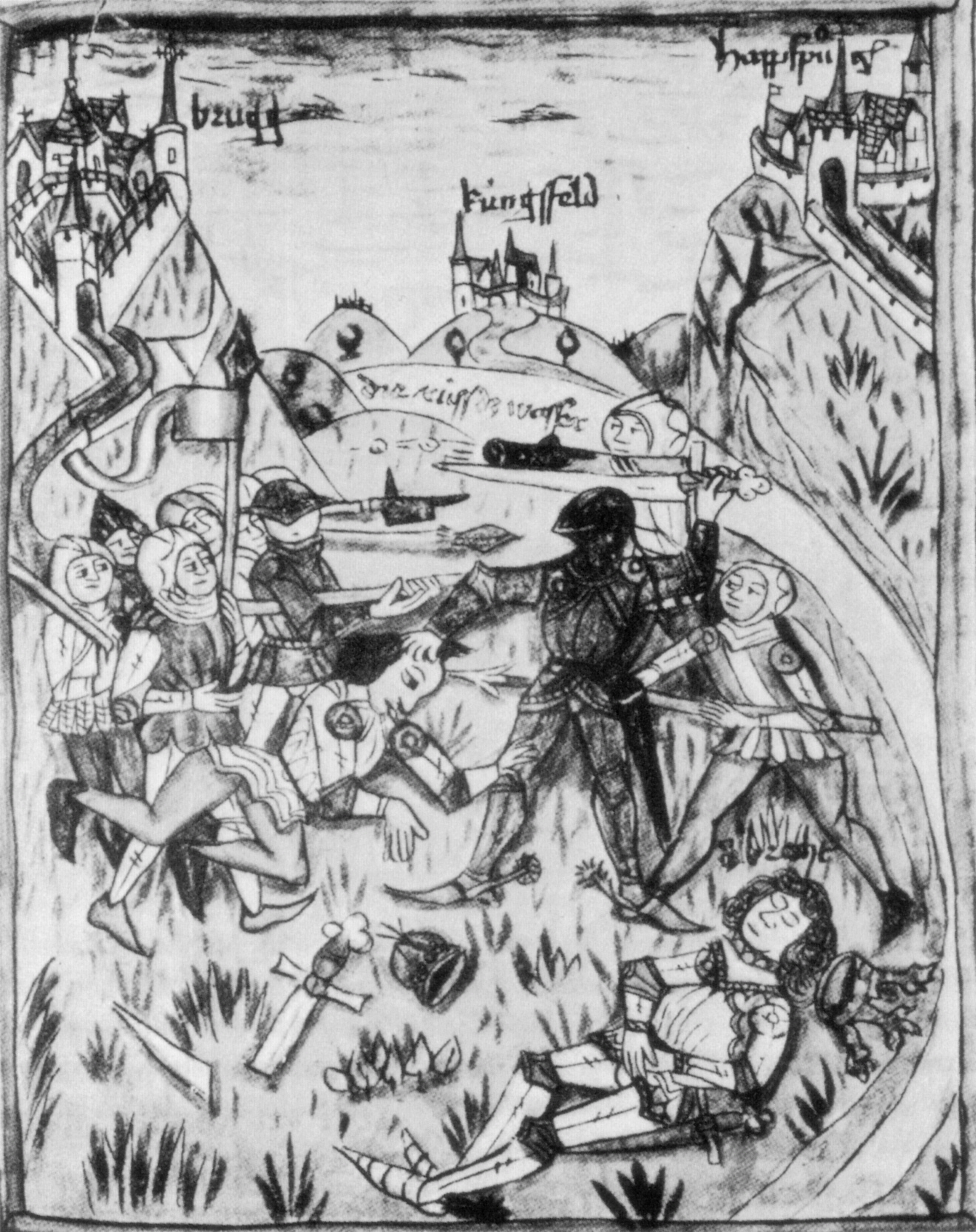
ヨーハンと仲間たちによる、アルブレヒト1世の暗殺

治世の末期にスイスでの反乱が激化し、アルブレヒトは反乱の鎮圧に向かうため、騎士たちをアールガウに召集した。反乱の鎮圧に参加する従者の中にはルドルフ2世の子（アルブレヒトにとっての甥）ヨーハンが含まれており、ヨーハンはアルブレヒトにラインフェルデンの契約で定められた財産の支払いを請求し続けていた。恐らくはアルブレヒトはヨーハンが分家を立てて一門が弱体化することを恐れており、ヨーハンの要求を拒否していた。そして、ヨーハンは伯父の約束の不履行を恨み、暗殺を企てた。
1308年5月1日、ロイス川を渡るアルブレヒトが従者たちと離れたとき、ヨーハンたちの計画が決行される。最初にヨーハンがアルブレヒトに切りかかり、続いて4人の共謀者たちがアルブレヒトを切りつけ、アルブレヒトは落命する。アルブレヒトの命日である5月1日はハプスブルク史上で「暗黒の日（ディアス・アーテル）」と呼ばれた。死後、妻のエリーザベトによって、アルブレヒトが殺害された地点の近辺にケーニヒスフェルデン修道院が建立された。
アルブレヒトの死後、選帝侯たちは弱小のルクセンブルク家のハインリヒをローマ王に選出した。

## 人物像
アルブレヒトは色黒でずんぐりした体格をしており、戦闘で片目を失ったことから「隻眼公」とも呼ばれていた。
父ルドルフ1世から政治手腕を継承し、武力と策略を使い分けて自家の勢力を拡大した。そして、温厚な性格が伝えられる父とは反対の、冷徹な性格の持ち主だと伝えられている。しかし、妻エリーザベトに対しては誠実で献身的な夫だった。アルブレヒトの冷徹な性格は選帝侯から恐怖され、スイスの伝承では圧政を敷く冷酷な君主として述べられている。だが、劣悪な扱いを受けていた農奴は厳格なアルブレヒトに好意を抱き、アルブレヒトの統治下では各地で迫害を受けていたユダヤ人に保護が与えられた。

## 政策
ハプスブルクの家領において、アルブレヒトはフランスをモデルにしたと思われる行政組織の改革を実施した。裕福なウィーン市民を財務官に任命し、御料地を管理するフープマイスターを創設した。荘園の権利、収入を把握するために土地台帳が作成される。
帝国内に空白の封土が生まれると、アルブレヒトはハプスブルク家の成員にその土地を付与した。1299年にホラント伯ヤン1世が没してホラント伯領が空き地となった時、ホラント伯領の合併を試みたが、失敗に終わった。アルブレヒトは教会に対しても厳格な態度で臨み、聖職者の免税特権を認めず、裁判権を制限した。

## 子女
ケルンテン公・ゲルツ伯・チロル伯マインハルト2世の娘エリーザベト（1262年頃 - 1312年）と1276年に結婚し、12子をもうけた。
- アンナ（1275年/1280年 - 1327年） - ブランデンブルク辺境伯ヘルマン、次いでヴロツワフ公ヘンリク6世と結婚
- アグネス（1281年 - 1364年） - ハンガリー王アンドラーシュ（エンドレ）3世と結婚
- ルドルフ3世（1281年 - 1307年） - ボヘミア王ルドルフ1世、母方の叔父のケルンテン公ハインリヒ6世と王位を争った
- エリーザベト（1285年頃 - 1352年） - 1304年にロレーヌ公フェリー4世と結婚
- フリードリヒ1世（1289年 - 1330年） - ローマ王（対立王）フリードリヒ3世、「美王」
- レオポルト1世（1290年/1293年 - 1326年） - オーストリア公
- カタリーナ（1295年 - 1323年） - カラブリア公カルロと結婚
- アルブレヒト2世（1298年 - 1358年） - オーストリア公、ケルンテン公
- ハインリヒ（ドイツ語版）（1299年 - 1327年）
- マインハルト（1300年 - 1301年）
- オットー（1301年 - 1339年） - オーストリア公、ケルンテン公
- ユッタ（1302年 - 1329年） - エッティンゲン伯ルートヴィヒ6世と結婚